# Greenidea viticola
Greenidea viticola är en insektsart. Greenidea viticola ingår i släktet Greenidea och familjen långrörsbladlöss. Inga underarter finns listade i Catalogue of Life.